# みよし市立北部小学校
みよし市立北部小学校（みよししりつ ほくぶしょうがっこう）は、愛知県みよし市根浦町にある公立小学校。市内で3番目に開校した小学校である。

## 沿革
- 1875年（明治8年）3月10日 - 西宮口学校分校とし開校。
- 1875年（明治8年）12月13日 - 福谷学校となる。学区は福谷村と黒笹村。同日、同校と別に莇生学校も開校する。学区は莇生村。
- 1879年（明治12年）10月1日 - 西加茂郡第九番小学三好学校と校名変更。莇生学校は西加茂郡第八番小学三好学校と校名変更。
- 1887年（明治20年）4月1日 - 両校が合併し、尋常小学三好学校分校と校名変更。
- 1892年（明治25年）5月11日 - 莇生村立莇生尋常小学校と校名変更。
- 1901年（明治34年）4月1日 - 莇生村立莇生尋常高等小学校と校名変更。
- 1907年（明治40年）1月1日 - 三好村立第二尋常高等小学校と校名変更。
- 1941年（昭和16年） - 三好村第二国民学校と校名変更。
- 1947年（昭和22年） - 三好村立北部小学校と校名変更。
- 1958年（昭和33年） - 三好村の町制施行により、三好町立北部小学校と校名変更。
- 1990年（平成2年） - 三好町立三好丘小学校と分離。
- 2007年（平成19年） - 同校と三好町立三好丘小学校の学区の一部を三好町立黒笹小学校に分離。
- 2010年（平成22年）1月4日 - 三好町の市制施行により、みよし市立北部小学校と校名変更。
- 2015年（平成27年）5月16日 - 三好根浦特定土地区画整理事業の換地処分に伴い、町名・地番が変更。

## 卒業後の進路
公立中学校に進学する生徒の進学先はみよし市立北中学校になる。

## 周辺
- 東名高速道路 東名三好IC
- 愛知県道54号豊田知立線
- 愛知県道231号米野木莇生線